# Guup Krayenhoff

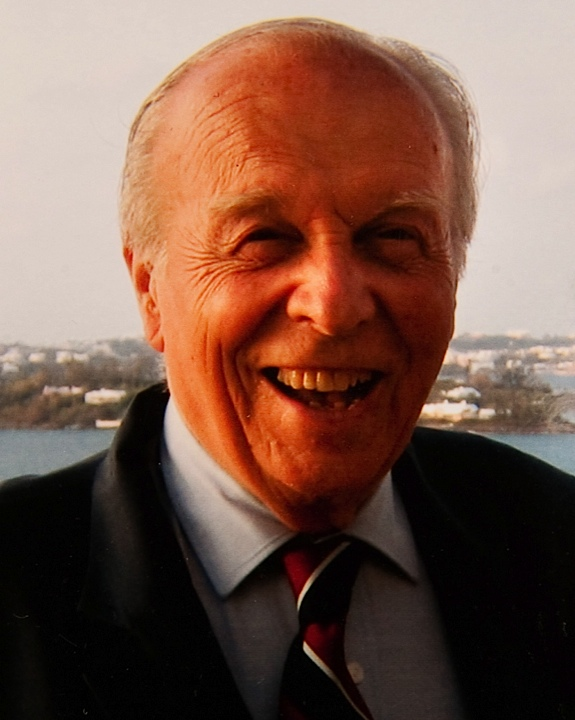
Guup Krayenhoff (2000)

Gualtherus baron Krayenhoff, CBE (Utrecht, 11 juli 1922 - Wassenaar, 20 januari 2011) was voorzitter van de raad van bestuur en later van de raad van commissarissen van Akzo.
Jhr. G. Krayenhoff (vanaf 1988: G. baron Krayenhoff) was lid van de adellijke tak van de familie Krayenhoff, en een zoon van ir. Albertus baron Krayenhoff (1896-1988) en diens eerste echtgenote Gualthera Apolonia van Breda Kolff (1901-1986).

## De oorlogsjaren
Krayenhoff zat op kostschool in Zwitserland toen de oorlog uitbrak. Hij deed in 1941 eindexamen.
In Genève ontmoette hij Joost Sluis en Rian Collée, die al een lange reis achter de rug hadden en vanuit Perpignan vergeefs hadden geprobeerd naar Spanje te gaan. Via de militaire attaché in Bern kregen ze nieuwe paspoorten, Guup was daardoor 16 jaar en Joost Sluis werd 50 jaar, zodat ze niet meer dienstplichtig waren. Met de trein bereikten ze Gibraltar en vandaar gingen ze met een boot naar Engeland. Aan boord waren ook Louis d'Aulnis en Cees Drooglever Fortuyn,
Hij ging via Gibraltar naar Londen. In Londen woonde hij enige tijd in huis bij François van 't Sant. Hij zat in Londen  in dezelfde tijd als o.a. Klaas Wagner. 

Met Pico Goeninx van Zoelen sloot Krayenhoff zich aan bij de Prinses Irene Brigade en werd voor zijn eerste training naar Wolverhampton gestuurd. Al gauw werd hij bij de RAF ingedeeld. Zijn vliegerstraining kreeg hij met Joost Sluis en Rian Collée in Canada.
Op een avond werd hij op een verduisterd vliegveld overreden. Zijn heup was kapot en de artsen wilden zijn been amputeren. Dit weigerde hij en heeft daar nooit spijt van gekregen. Wel vond hij het frustrerend dat hij niet meer kon vliegen en aan de oorlog kon meedoen.

## Na de oorlog

### Carrière

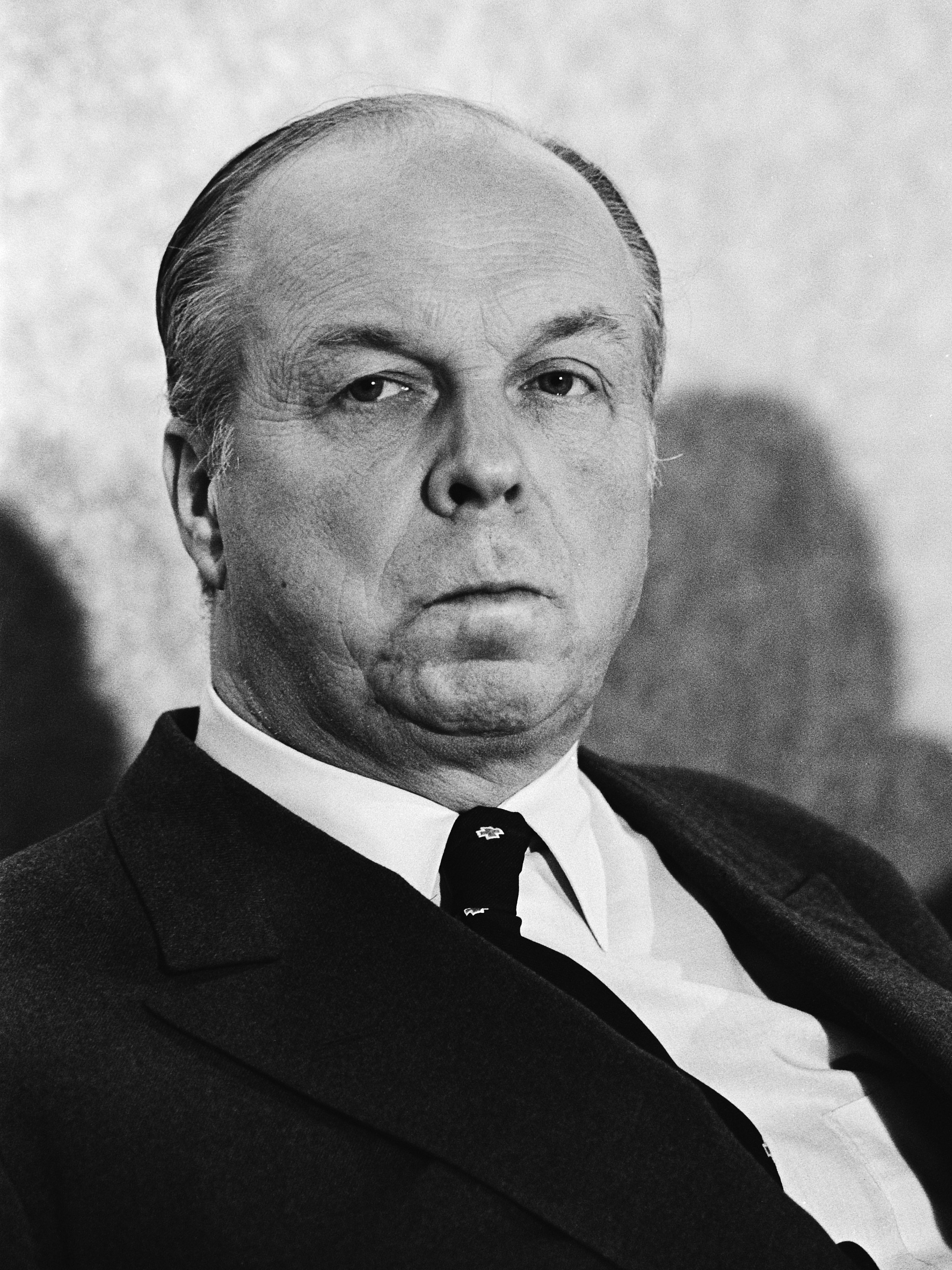
Krayenhoff in 1979

Vanaf 1947 werkte Krayenhoff voor Organon. Van 1957-1972 was hij directeur van Organon. Zijn bijdrage aan de groei en internationalisatie van Organon was essentieel. In 1959 werd Krayenhoff lid van de Raad van Bestuur van Koninklijke Zout Organon en de Algemene Kunstzijde Unie. 
Vanuit zijn huis in Nijmegen speelde hij in 1969 een  rol in de totstandkoming van de fusie tussen AKU en KZO tot Akzo NV. Hij werd plaatsvervangend-voorzitter en later voorzitter van de Raad van Bestuur.

In 1978 stopte Krayenhoff als bestuursvoorzitter en werd plaatsvervangend-voorzitter en later voorzitter van de raad van commissarissen van Akzo tot 1993.

### Persoonlijk
Krayenhoff was getrouwd met Yvonne Louise Kessler (1925). Zij kregen twee dochters en een zoon. Hij overleed op 88-jarige leeftijd.
Krayenhoff raakte in Londen bevriend met Erik Hazelhoff Roelfzema en bezocht samen met Prins Maurits de musical Soldaat van Oranje. Na de voorstelling zette hij zijn handtekening op de muur van de set van Minerva.

### Andere functies
- President-commissaris bij Douwe Egberts
- 20 jaar voorzitter van het Nederlandse Rode Kruis, daarna erelid
- 12 jaar vicevoorzitter van de Internationale Federatie van Rode Kruis en Rode Halve Maan-verenigingen.
- Erevoorzitter Medical Knowledge Institute

## Onderscheiden

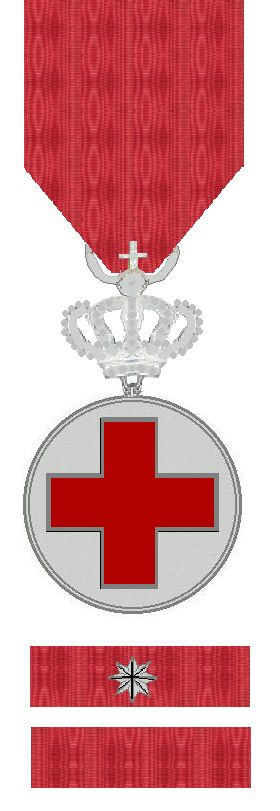

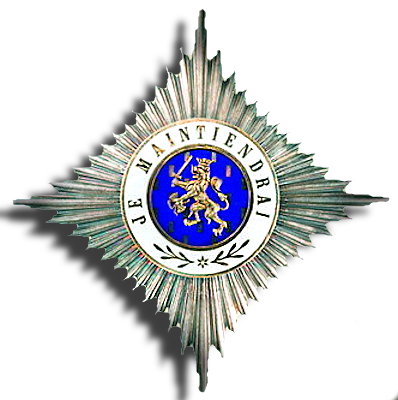

Kraijenhoff kreeg onder meer de volgende onderscheidingen:
- Ridder in de Orde van de Nederlandse Leeuw
- Commandeur in de Orde van Oranje Nassau
- Grootofficier in de Orde van Oranje Nassau
- Commandeur van het Britse Rijk
- Grootkruis in de Orde van Verdienste van Spanje
- Grootkruis in de Orde van Verdienste van Duitsland
- Kruis van Verdienste Rode Kruis
- Regeringsmedaille Rode Kruis
- Henry Dunant-medaille van het Internationale Rode Kruis